# Simon Persson
Simon Persson, född 31 augusti 1991, är en svensk längdskidåkare som tävlar för IFK Umeå. Tidigare har han tävlat för Lucksta IF och Spölands IF. Han har en 9:e plats som bästa resultat i världscupen (Sprint, Lahtis, Finland, 2012-03-04).